# Lijst van personen overleden in februari 2017
Dit is een lijst van bekende personen die zijn overleden in februari 2017.

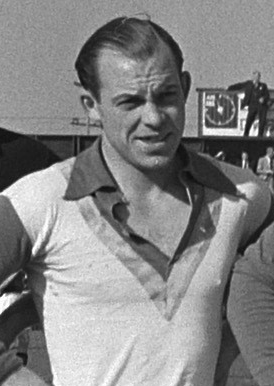
Cor van der Hoeven
1 februari

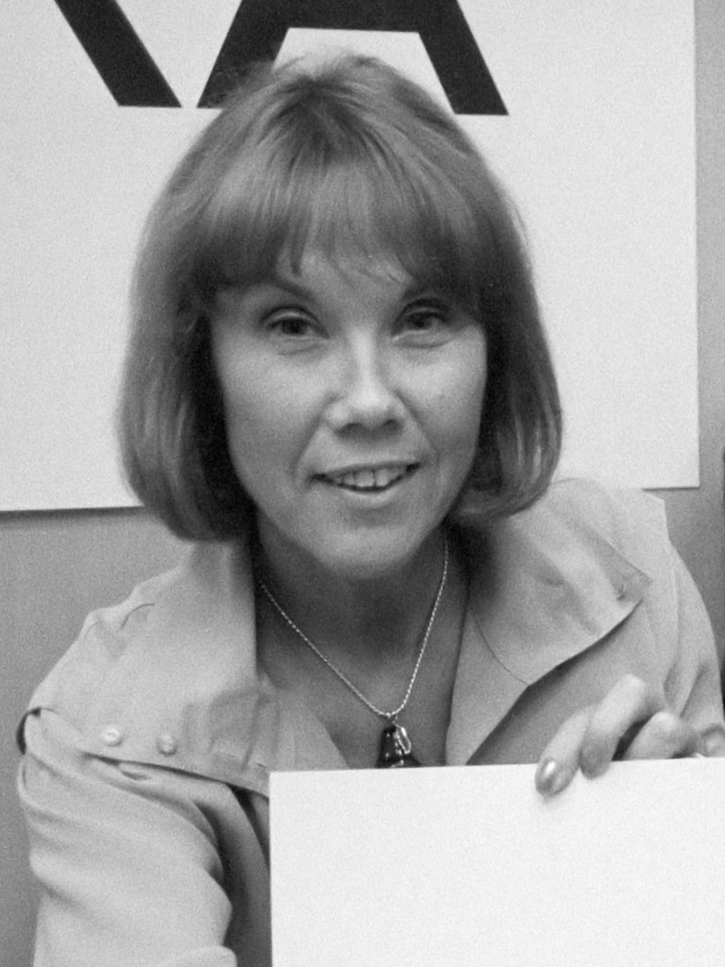
Letty Kosterman
5 februari

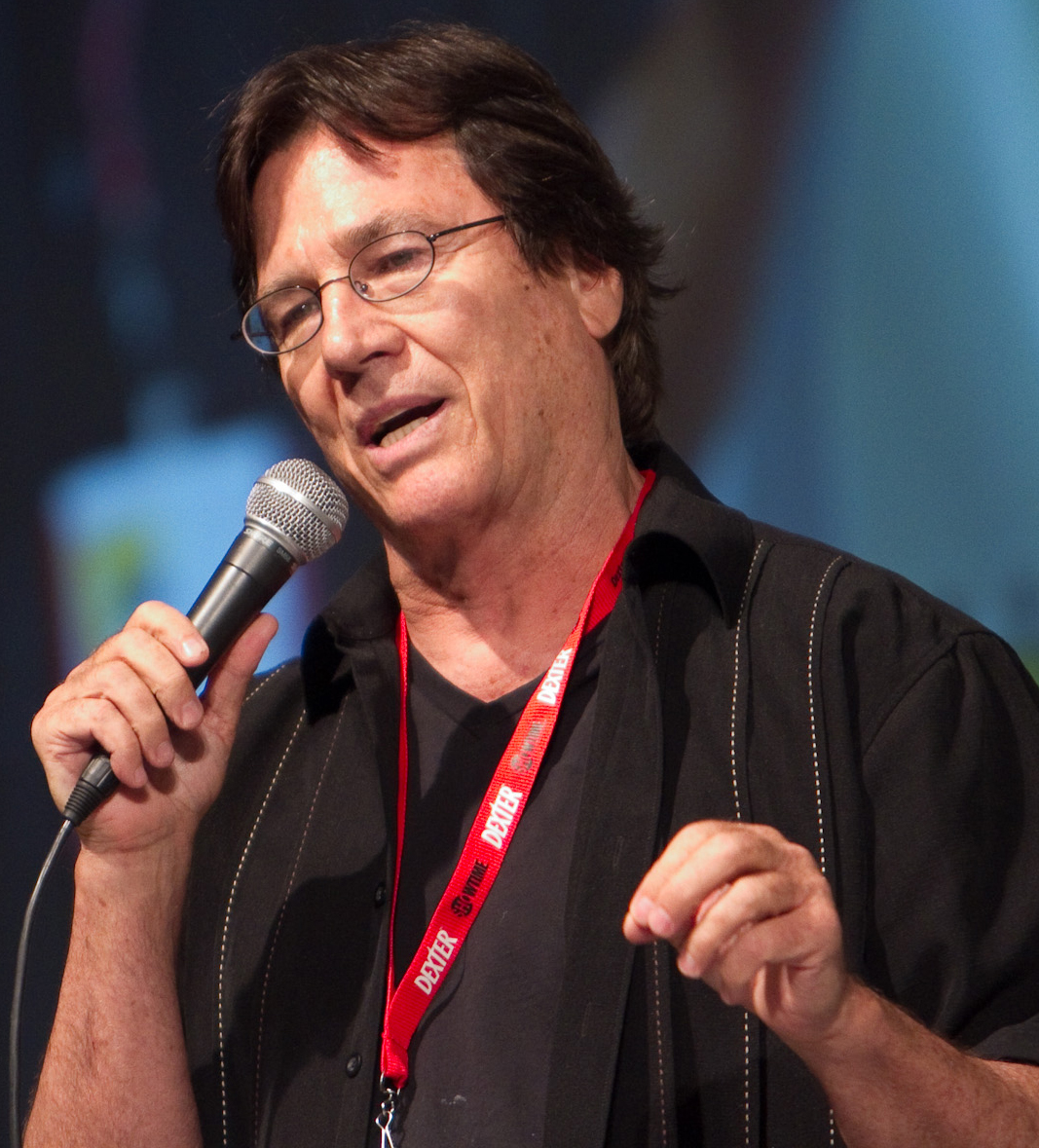
Richard Hatch
7 februari

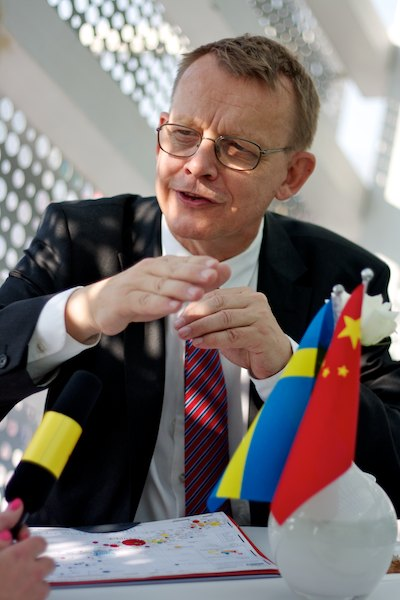
Hans Rosling
7 februari

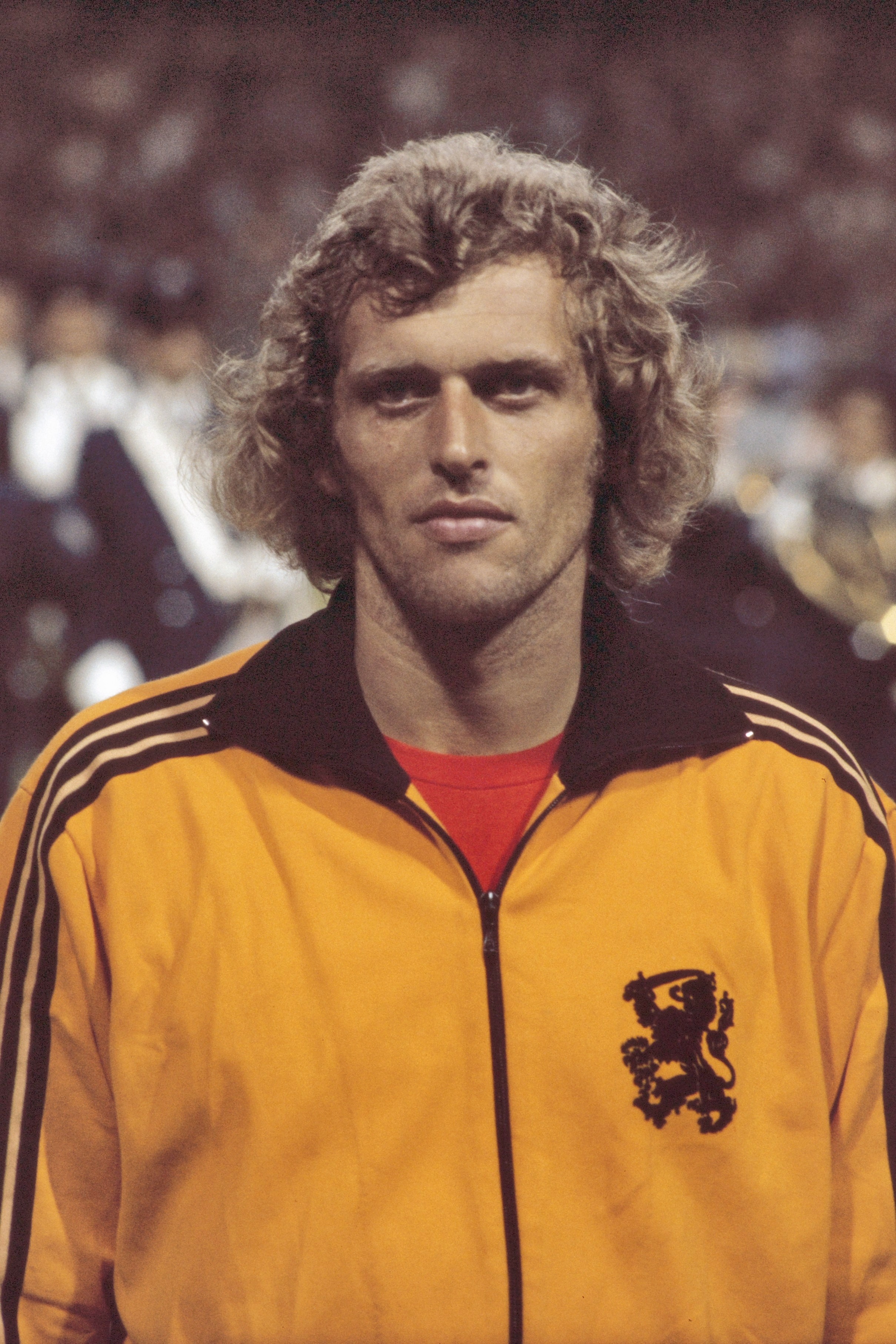
Piet Keizer
10 februari

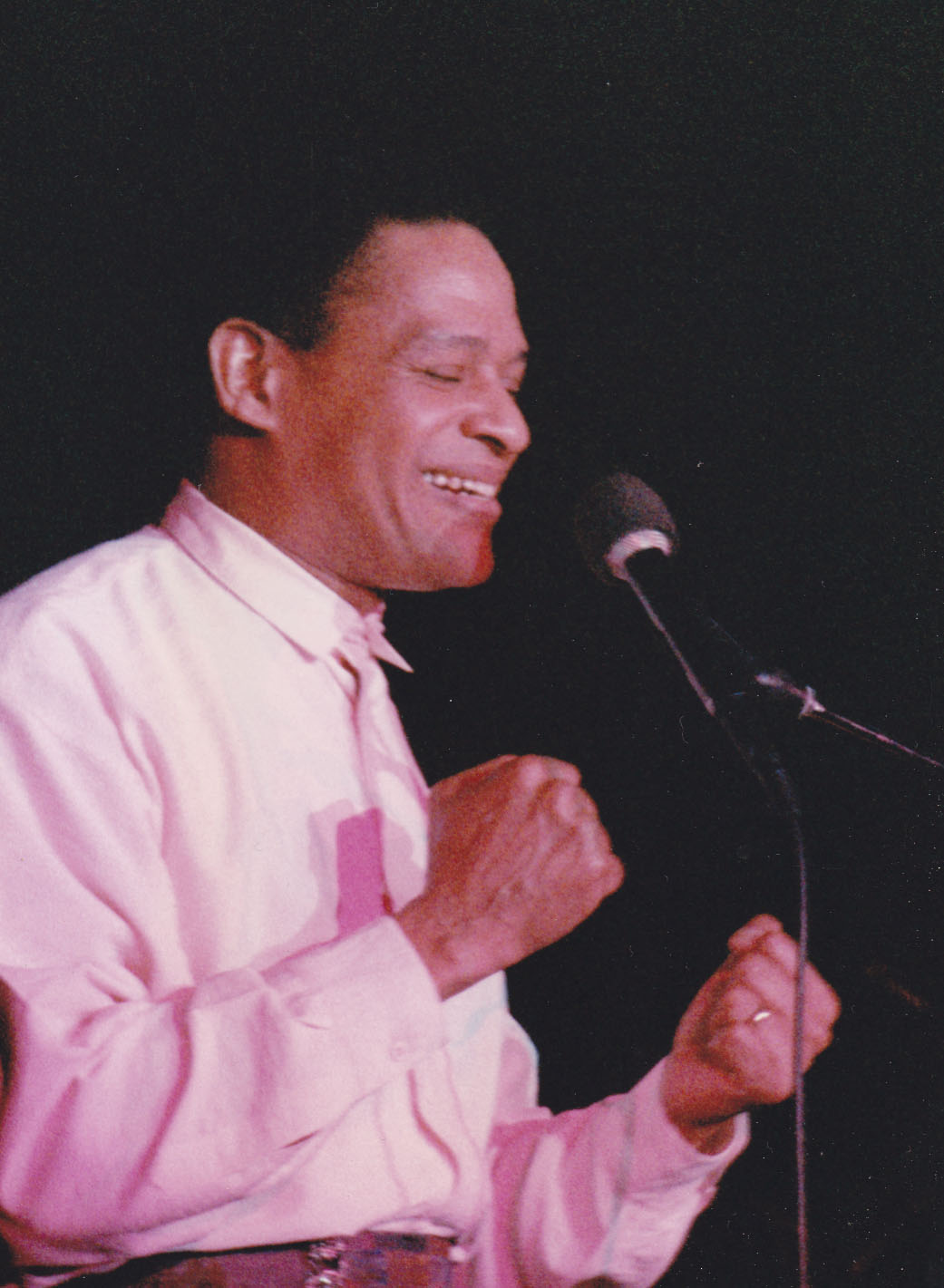
Al Jarreau
12 februari

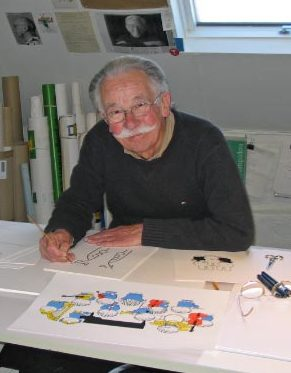
Dick Bruna
16 februari

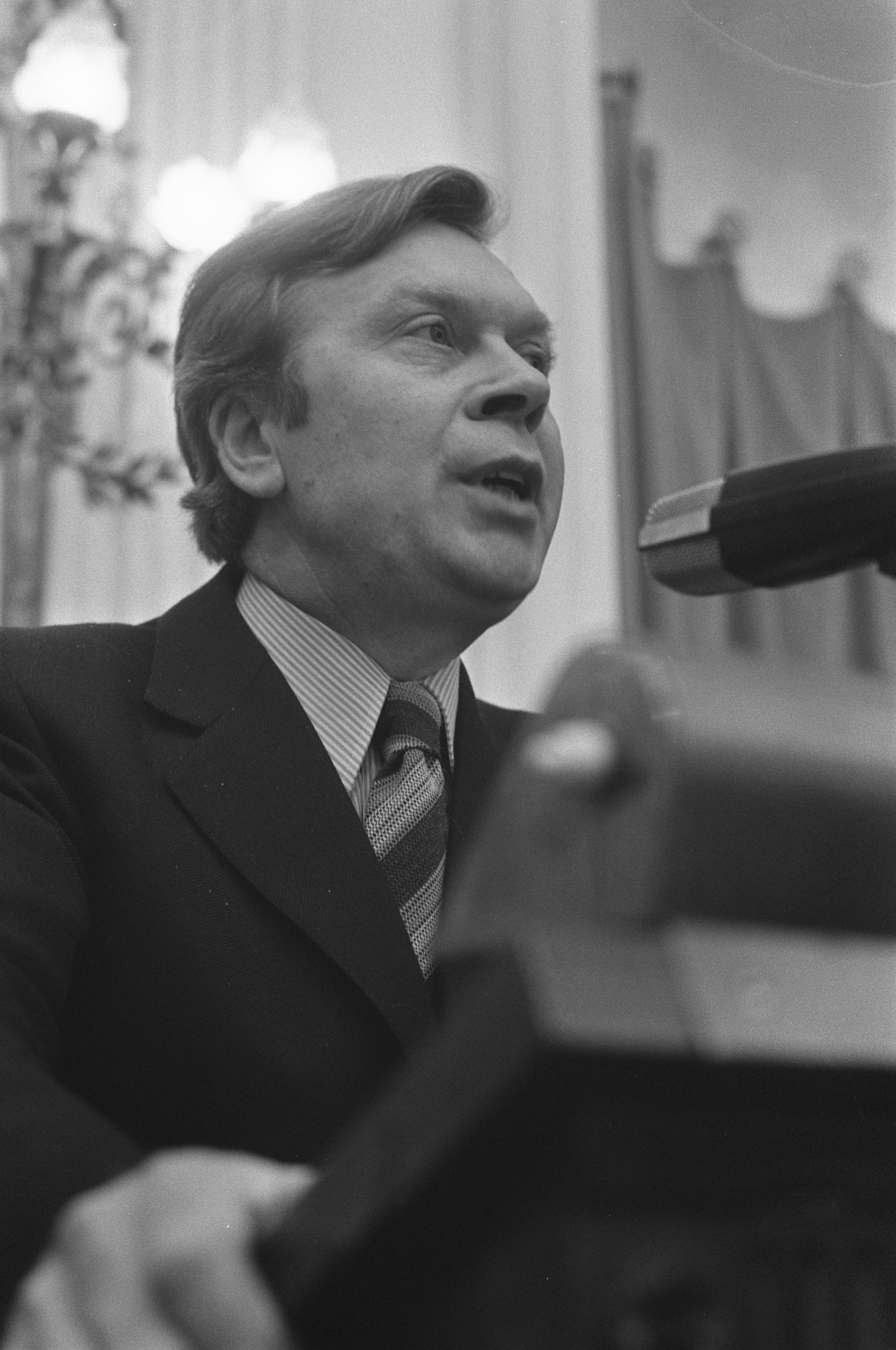
Ep Wieldraaijer
16 februari

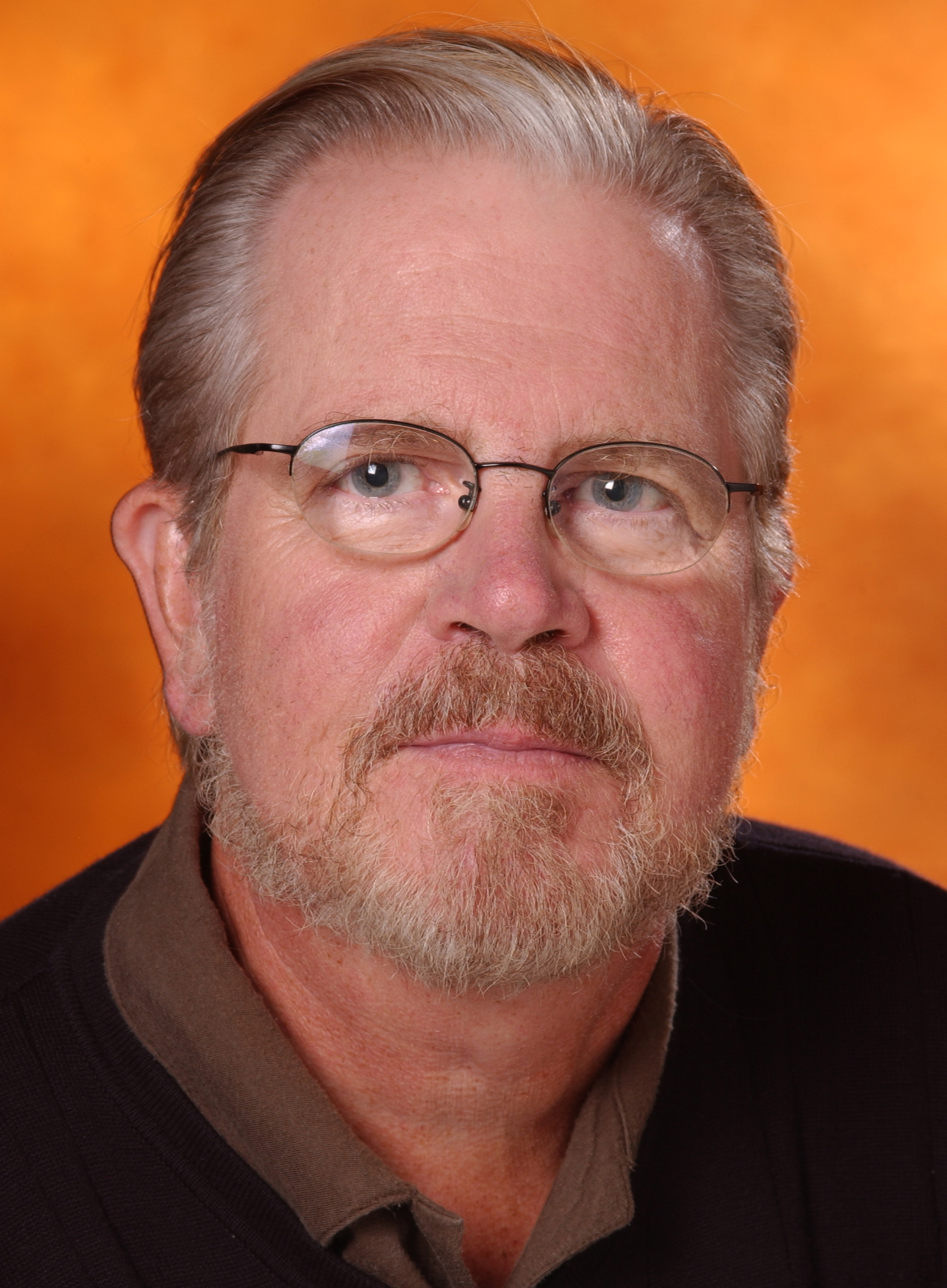
Tom Regan
17 februari

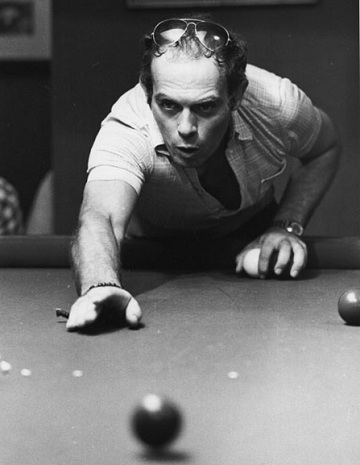
Pasquale Squitieri
18 februari

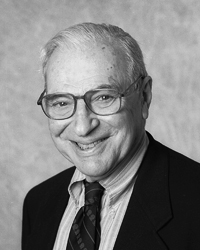
Kenneth Arrow
21 februari

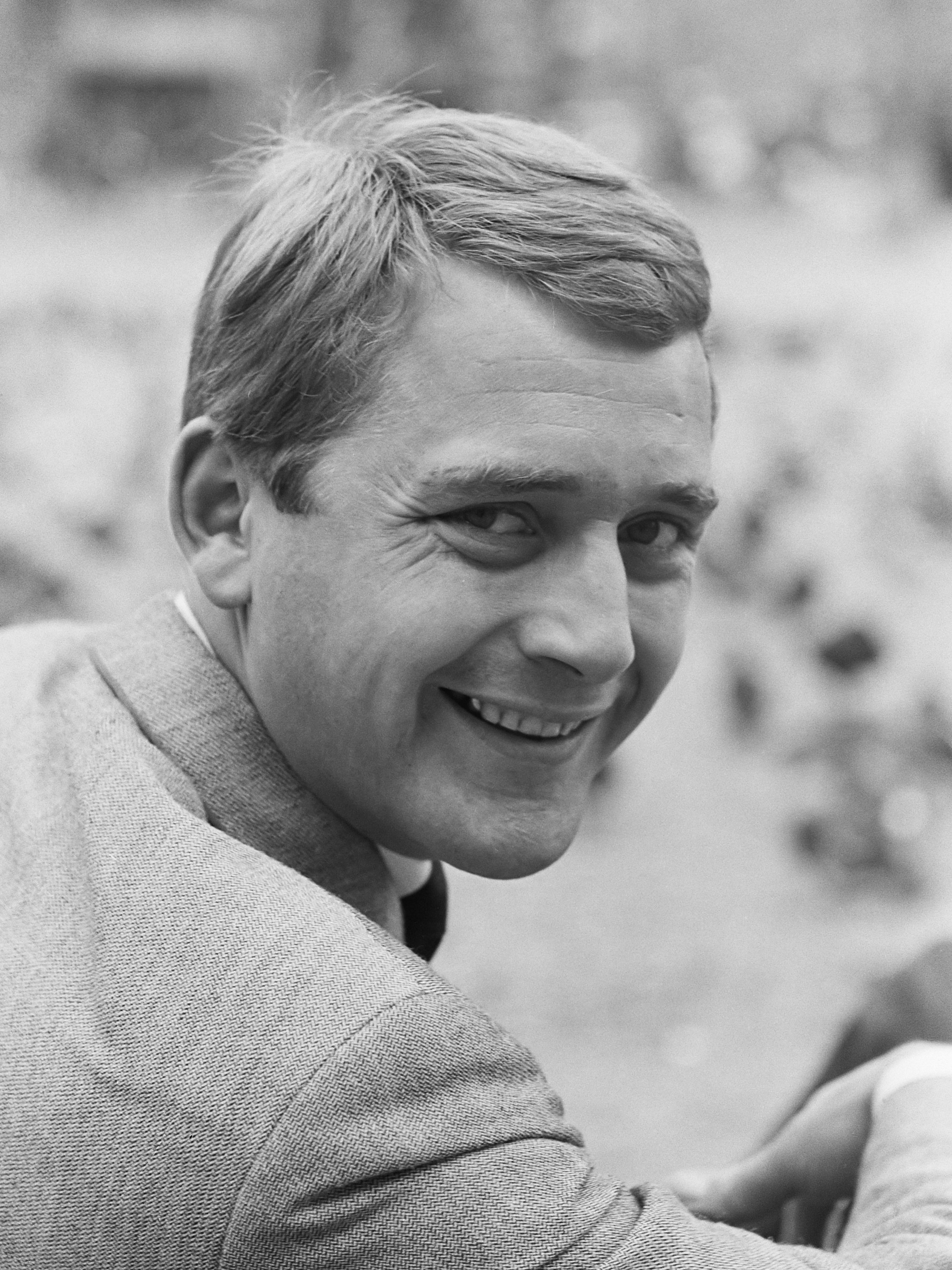
Henk Elsink
24 februari

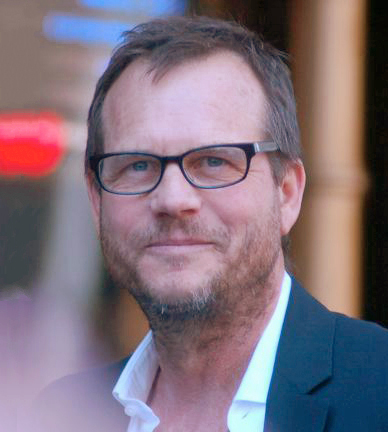
Bill Paxton
25 februari

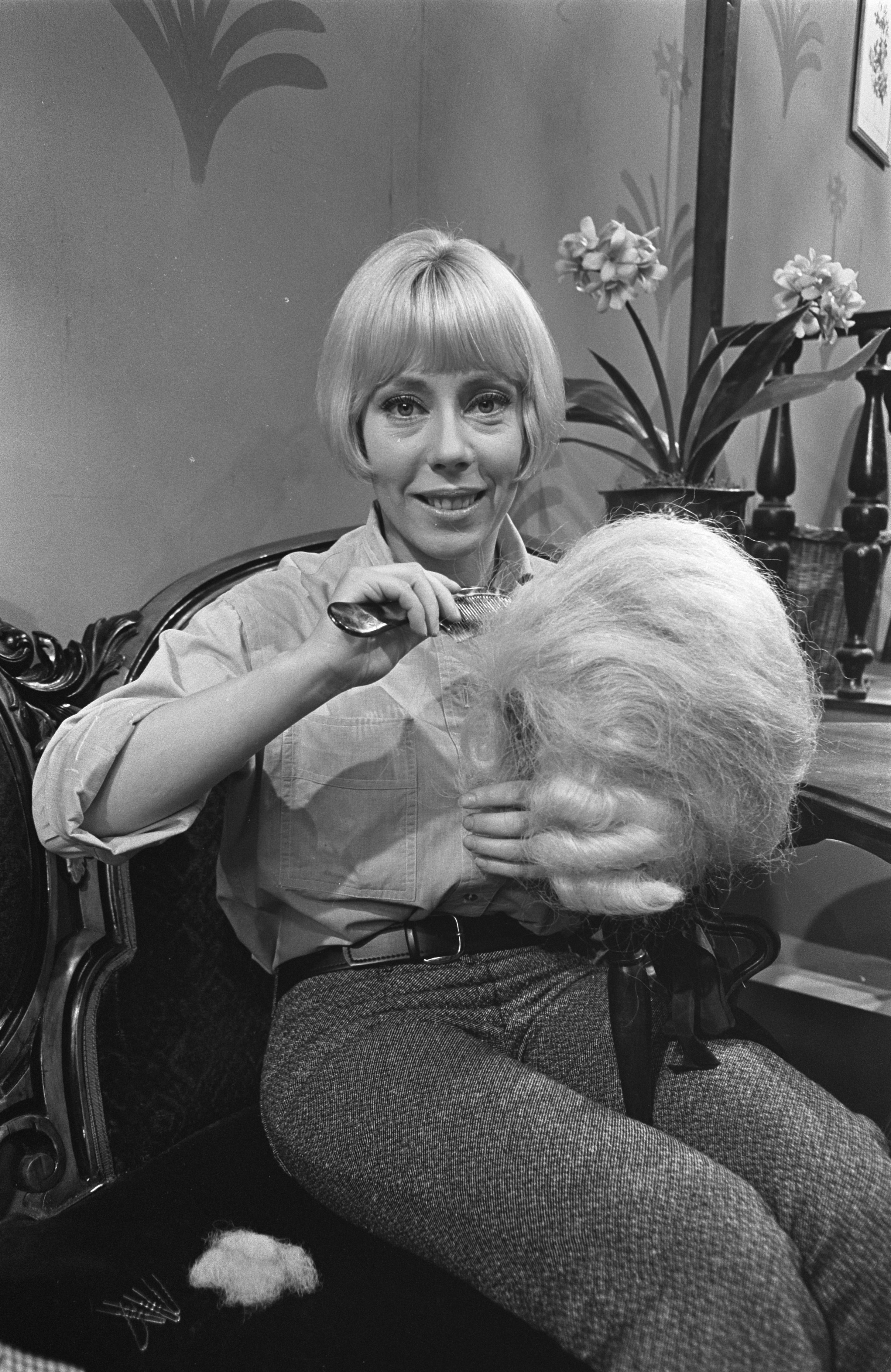
Carla Lipp
27 februari

| 1 | 2 | 3 | 4 | 5 | 6 | 7 | 8 | 9 | 10 | 11 | 12 | 13 | 14 | 15 | 16 | 17 | 18 | 19 | 20 | 21 | 22 | 23 | 24 | 25 | 26 | 27 | 28 |
| - | - | - | - | - | - | - | - | - | -- | -- | -- | -- | -- | -- | -- | -- | -- | -- | -- | -- | -- | -- | -- | -- | -- | -- | -- |

### 1 februari
- Kerstin Gähte (58), Duits actrice[1]
- Cor van der Hoeven (95), Nederlands voetballer[2]
- Ken Morrison (85), Brits zakenman[3]
- Étienne Tshisekedi (84), Congolees politicus[4]

### 2 februari
- Predrag Matvejevitch (84), Kroatisch schrijver[5]
- Shunichiro Okano (85), Japans voetballer en sportbestuurder[6]
- Miltos Papapostolou (81), Grieks voetballer en voetbaltrainer[7]

### 3 februari
- Dritëro Agolli (85), Albanees schrijver[8]
- Zoja Boelgakova (102), Russisch actrice[9]

### 4 februari
- Hans van der Hoek (83), Nederlands voetballer[10]
- Gervase de Peyer (90), Brits dirigent en klarinettist[11]

### 5 februari
- David Axelrod (83), Amerikaans componist, arrangeur en producer[12]
- Stephan Diez (63), Duits muzikant[13]
- Adele Dunlap (114), Amerikaans supereeuwelinge[14]
- Luis Gómez-Montejano (94), Spaans sportbestuurder[15]
- Björn Granath (70), Zweeds acteur[16]
- Letty Kosterman (81), Nederlands presentatrice[17]
- Don McNelly (96), Amerikaans recordmarathonloper[18]

### 6 februari
- Irwin Corey (102), Amerikaans komiek en acteur[19]
- Inge Keller (93), Duits actrice[20]
- Alec McCowen (91), Brits acteur[21]
- Roger Walkowiak (89), Frans wielrenner[22]
- Joost van der Westhuizen (45), Zuid-Afrikaans rugbyspeler[23]

### 7 februari
- Svend Asmussen (100), Deens jazzviolist[24]
- Richard Hatch (71), Amerikaans acteur[25]
- Hans Rosling (68), Zweeds medicus en statisticus[26]
- Tzvetan Todorov (77), Bulgaars-Frans schrijver en filosoof[27]

### 8 februari
- Elihu Lauterpacht (88), Brits rechtsgeleerde, rechter en diplomaat[28]
- Peter Mansfield (83), Brits natuurkundige[29]
- Tara Palmer-Tomkinson (45), Brits presentatrice en model[30]
- Alan Simpson (87), Brits scenarioschrijver[31]
- Steve Sumner (61), Nieuw-Zeelands voetballer[32]
- Viktor Tsjanov (66), Sovjet-Oekraïens voetballer[33]
- Jan Vansina (87), Belgisch historicus en antropoloog[34]

### 9 februari
- Serge Baguet (47), Belgisch wielrenner[35]

### 10 februari
- Wiesław Adamski (69), Pools beeldhouwer[36]
- Piet Keizer (73), Nederlands voetballer[37]
- Badrissein Sital (70), Surinaams militair en politicus[38]

### 11 februari
- Barbara Carroll (92), Amerikaans jazzpianiste en -zangeres[39]
- Chavo Guerrero sr. (68), Amerikaans professioneel worstelaar[40]
- Piet Rentmeester (78), Nederlands wielrenner[41]
- Jaap Rijks (97), Nederlands springruiter[42]
- Jarmila Šuláková (87), Tsjechisch zangeres[43]
- Jiro Taniguchi (69), Japans mangatekenaar[44]

### 12 februari
- Sam Arday (71), Ghanees voetballer en voetbaltrainer[45]
- Stacy Bromberg (60), Amerikaans dartster[46]
- Al Jarreau (76), Amerikaans zanger[47]
- Albert Malbois (101), Frans bisschop[48]

### 13 februari
- Trish Doan (31), Canadees-Zuid-Koreaans muzikant[49]
- Christine Jones (72), Oostenrijks zangeres, kunstenares en galeriehoudster[50]
- Michael Naura (82), Duits jazzpianist, redacteur en publicist[51]
- Seijun Suzuki (93), Japans filmmaker, acteur, screenwriter[52]

### 14 februari
- Adrien Duvillard (82), Frans skiër[53]
- Ríkharður Jónsson (87), IJslands voetballer en voetbaltrainer[54]
- Kim Jong-nam (45), lid van de Noord-Koreaanse presidentiële familie[55]
- Ton Vorstenbosch (69), Nederlands toneelschrijver[56]

### 15 februari
- Manfred Kaiser (88), (Oost-)Duits voetballer[57]

### 16 februari
- Erry de Boer (67), Nederlands ondernemer[58]
- Dick Bruna (89), Nederlandse grafisch vormgever, tekenaar en schrijver van kinderboeken[59]
- Jannis Kounellis (80), Grieks beeldhouwer[60]
- Salomon Resnik (96), Argentijns psychoanalyticus en psychiater[61]
- George Steele (79), Amerikaans professioneel worstelaar[62]
- Frans Van De Velde (83), Belgisch acteur[63]
- Maurice Vander (87), Frans pianist[64]
- Ep Wieldraaijer (89), Nederlands politicus[65]

### 17 februari
- Alan Aldridge (73), Brits illustrator en ontwerper[66]
- Jay Bontatibus (52), Amerikaans acteur[67]
- Warren Frost (91), Amerikaans acteur[68]
- Börge Hellström (59), Zweeds schrijver[69]
- Nadezjda Olizarenko (63), Sovjet-Russisch/Oekraïens atlete[70]
- Tom Regan (78), Amerikaans filosoof[71]
- Peter Skellern (69), Brits zanger[72]
- Gommar Vervust (81), Belgisch politiecommandant en tv-presentator[73]

### 18 februari
- Omar Abdel-Rahman (78), Egyptisch prediker en moslimmilitant[74]
- Viktor Arbekov (74), Russisch motorcrosser[75]
- Ivan Koloff (74), Canadees professioneel worstelaar[76]
- Henk Nienhuis (75), Nederlands voetballer en voetbaltrainer[77]
- Pasquale Squitieri (78), Italiaans filmregisseur, scenarioschrijver en politicus[78]
- Clyde Stubblefield (73), Amerikaans drummer[79]

### 19 februari
- Shibaji Banerjee (68), Indiaas voetballer[80]
- Larry Coryell (73), Amerikaans jazzgitarist[81]
- Roger Hynd (75), Schots voetballer en voetbaltrainer[82]
- Josefina Leiner (88), Mexicaans actrice[83]
- Paul McCarthy (45), Iers voetballer[84]
- Cecile Rigolle (92), Belgisch actrice[85]
- Igor Sjafarevitsj (93), Russisch wiskundige, dissident en politiek schrijver[86]
- Bob White (81), Canadees vakbondsman[87]
- Chris Wiggins (87), Amerikaans (stem)acteur[88]

### 20 februari
- Jens Arnbak (73), Deens natuurkundige[89]
- Gerard Brouwer (65), Nederlands beeldhouwer[90]
- Mildred Dresselhaus (86), Amerikaans natuurkundige[91]
- Steve Hewlett (58), Brits journalist en presentator[92]
- Steye Raviez (73), Nederlands fotograaf[93]
- Vitali Tsjoerkin (64), Russisch diplomaat[94]
- André Vlayen (85), Belgisch wielrenner[95]

### 21 februari
- Kenneth Arrow (95), Amerikaans econoom en Nobelprijswinnaar[96]
- Brunella Bovo (84), Italiaans actrice[97]
- Desmond Connell (90), Iers kardinaal[98]
- Bengt Gustavsson (89), Zweeds voetballer[99]
- Gerrit Jan Polderman (70), Nederlands burgemeester[100]
- Stanisław Skrowaczewski (93), Pools-Amerikaans dirigent[101]

### 22 februari
- Fritz Koenig (92), Duits beeldhouwer[102]
- Nikos Koundouros (90), Grieks filmregisseur[103]
- Martin Lüttge (73), Duits acteur[104]
- Jaap Timmer (77), Nederlands sportbestuurder en commentator[105]

### 23 februari
- Derek Ibbotson (84), Brits atleet[106]
- Sonja Knittel (91), Oostenrijks opera- en operettezangeres[107]
- Horace Parlan (86), Amerikaans-Deens jazzpianist[108]
- Leon Ware (77), Amerikaans zanger, liedjesschrijver en componist[109]

### 24 februari
- Henk Elsink (81), Nederlands cabaretier, zanger en schrijver[110]
- Vito Ortelli (95), Italiaans wielrenner[111]
- Ren Hang (29), Chinees fotograaf[112]

### 25 februari
- Neil Fingleton (36), Brits basketballer en acteur[113]
- Alf Lechner (91), Duits beeldhouwer[114]
- Bill Paxton (61), Amerikaans acteur[115]

### 26 februari
- Eugene Garfield (91), Amerikaans informatiewetenschapper[116]
- Essa Moosa (81), Zuid-Afrikaans rechter en anti-Apartheid activist[117]

### 27 februari
- Marcel De Corte (87), Belgisch voetballer[118]
- Zvjezdan Cvetković (56), Joegoslavisch-Kroatisch voetballer en voetbaltrainer[119]
- Servé Janssen (72), Nederlands politicus[120]
- Carla Lipp (83), Nederlands actrice en danseres[121]
- Carlos Humberto Romero (92), president van El Salvador[122]

### 28 februari
- Claude Pascal (96), Frans componist[123]
- Vladimir Petrov (69), Russisch ijshockeyspeler[124]

januari ·
februari ·
maart ·
april ·
mei ·
juni ·
juli ·
augustus ·
september ·
oktober ·
november ·
december
1900 ·
1901 ·
1902 ·
1903 ·
1904 ·
1905 ·
1906 ·
1907 ·
1908 ·
1909 ·
1910 ·
1911 ·
1912 ·
1913 ·
1914 ·
1915 ·
1916 ·
1917 ·
1918 ·
1919 ·
1920 ·
1921 ·
1922 ·
1923 ·
1924 ·
1925 ·
1926 ·
1927 ·
1928 ·
1929 ·
1930 ·
1931 ·
1932 ·
1933 ·
1934 ·
1935 ·
1936 ·
1937 ·
1938 ·
1939 ·
1940 ·
1941 ·
1942 ·
1943 ·
1944 ·
1945 ·
1946 ·
1947 ·
1948 ·
1949 ·
1950 ·
1951 ·
1952 ·
1953 ·
1954 ·
1955 ·
1956 ·
1957 ·
1958 ·
1959 ·
1960 ·
1961 ·
1962 ·
1963 ·
1964 ·
1965 ·
1966 ·
1967 ·
1968 ·
1969 ·
1970 ·
1971 ·
1972 ·
1973 ·
1974 ·
1975 ·
1976 ·
1977 ·
1978 ·
1979 ·
1980 ·
1981 ·
1982 ·
1983 ·
1984 ·
1985 ·
1986 ·
1987 ·
1988 ·
1989 ·
1990 ·
1991 ·
1992 ·
1993 ·
1994 ·
1995 ·
1996 ·
1997 ·
1998 ·
1999 ·
2000 ·
2001 ·
2002 ·
2003 ·
2004 ·
2005 ·
2006 ·
2007 ·
2008 ·
2009 ·
2010 ·
2011 ·
2012 ·
2013 ·
2014 ·
2015 ·
2016 ·
2017 ·
2018 ·
2019 ·
2020 ·
2021 ·
2022 ·
2023 ·
2024 ·
2025